# Mario De Candia (attore)
Mario De Candia (Roma, 11 maggio 1955) è un attore italiano.

## Biografia
Mario De Candia esordisce in ambito cinematografico nella prima metà degli anni novanta in ruoli da comprimario in diversi film a carattere drammatico, spesso in ruoli di uomini difficili e/o scontrosi, aiutato anche dai lineamenti del suo viso che coincidono spesso con quel tipo di personaggi. 
Pur avendo già interpretato ruoli da protagonista e co-protagonista in diverse pellicole, Mario De Candia raggiunge una lieve popolarità con la commedia Gratta e vinci in cui interpreta Maurizio, uno dei protagonisti che si concedono una vacanza in Sardegna.
Presente anche in produzioni internazionali, Mario De Candia viene scelto anche per interpretare, a seconda delle esigenze, dai ruoli minori (come in Sabrina - Vacanze romane) fino a quelli più centrali come il personaggio di Francisco Bayeu in Goya. 

## Filmografia

### Cinema
- ¡Ay, Carmela!, regia di Carlos Saura (1990)
- Il muro di gomma, regia di Marco Risi (1991)
- Sette criminali e un bassotto, regia di Eugene Levy (1992)
- Il piacere delle carni, regia di Barbara Barni (1992)
- Il gioiello di Arturo, regia di Toni Occhiello (1993)
- Mille bolle blu, regia di Leone Pompucci (1993)
- Tutti gli anni una volta l'anno, regia di Gianfrancesco Lazotti (1994)
- Agosto, regia di Massimo Spano (1994)
- Prospettive, regia di Asia Argento e Squeak!, regia di Alessandro Valori, episodi del film De Generazione (1994)
- Ladri di cinema, regia di Piero Natoli (1994)
- Un altro giorno ancora, regia di Tonino Zangardi (1995)
- Memsaab, regia di Gabriele Tanferna (1996)
- Gratta e vinci, regia di Ferruccio Castronuovo (1996)
- Goya, regia di Carlos Saura (1999)
- L'ultimo mundial, regia di Antonella Ponziani e Tonino Zangardi (1999)
- Le sciamane, regia di Anne Riitta Ciccone (2000)
- Almost Blue, regia di Alex Infascelli (2000)
- Shooting Silvio, regia di Berardo Carboni (2006)
- Stalker, regia di Luca Tornatore (2014)
- Incompresa, regia di Asia Argento (2014)
- I fiori del male, regia di Claver Salizzato (2015)
- L'abbiamo fatta grossa, regia di Carlo Verdone (2016)
- Tonno spiaggiato, regia di Matteo Martinez (2018)
- Io c'è, regia di Alessandro Aronadio (2018)

### Televisione
- Scusate l'interruzione, regia di Franza Di Rosa (1990)
- Il commissario Corso ep.6 "Dieci giorni tutto compreso" (1991)
- Sabrina - Vacanze romane, regia di Tibor Takás (1998) (Film TV)
- Distretto di Polizia 3, regia di Monica Vullo – serie TV, episodio 3x13 (2002)
- R.I.S. Roma 2 - Delitti imperfetti, regia di Francesco Micciché – serie TV, episodio 2x03 (2011)
- Non è mai troppo tardi, regia di Giacomo Campiotti (2014) (Serie TV)
- 1994, regia di Giuseppe Gagliardi (2019) (Serie TV, episodio 3x03)
- Cuore contro cuore, regia di Riccardo Mosca (2004) (Serie TV, episodio 2)
- Il paradiso delle signore (2020)
- Era ora (2022) (film Netflix)
- Suburræterna, regia di Alessandro Tonda, episodio 1x06 (2023) (serie Netflix)

### Cortometraggi
- B.B.K, regia di Alessandro Valori (1996)
- Ulcera, regia di Mario De Candia (1996)
- La carpa, regia di Mario De Candia (2003)
- Il cane, regia di Daniele Malavolta (2006)
- Il frutto proibito, regia di Roberto Capucci (2008)

## Doppiaggio
- Emanuel Hoss-Desmarais e Don Kirk in The Day After Tomorrow
- Willy in Selkirk, el verdadero Robinson Crusoe